# Aperitiv KV 14
Aperitiv KV 14 je hořký bylinný alkoholický nápoj, řadící se do skupiny bitterů. Vyrábí jej od roku 1966 společnost Jan Becher – Karlovarská Becherovka. Na etiketě lahve je popisován jako „čtrnáctý pramen z Karlových Varů spojující plnou chuť bylin a červeného vína“. KV 14 neobsahuje žádný cukr, podle údajů na etiketě obsahuje líh, červené víno, vinný destilát a směs bylin a koření.
Nejčastěji je servírován vychlazený, jako aperitiv či digestiv. Také se používá jako ingredience do míchaných nápojů – známá je kombinace KV 14 a pomerančového džusu. KV 14 je jednou ze složek koktejlu Beton Bitter.